# Marie-Hélène Sachet
Marie-Hélène Sachet (Moulins, 19 avril 1922 - Washington, 19 juillet 1986) est une  botaniste française. En 1966, elle commence à travailler à la Smithsonian Institution, atteignant le poste de conservateur de botanique au National Museum of Natural History. Elle a participé aux travaux de Francis Raymond Fosberg.

## Publications
- Végétation et flore terrestre de l'atoll de Scilly (Fenua Ura), Marie-Hélène Sachet, 1983, collection Persée, Journal de la Société des Océanistes, MESR, .